# Maha Saya
Maha Saya (sanskrit : महा शय, ? - 1460) ou Bàn-la Trà-duyệt ( 槃羅茶悦 ), est le roi du Royaume de Champā de la XIVe dynastie Cham. Il règne de 1458 à 1460.

## Contexte
Maha Saya est un haut dignitaire du royaume sous le règne précédent. Après le meurtre de Maha Kaya il est reconnu comme roi par l'empereur de Chine il épouse une fille de Maha Vijaya pour légitimer son accession au trône. Il abdique après deux de règne et cède la trône à son frère Maha Sajan